# Saneamento ambiental
Saneamento ambiental é o nome que se dá ao conjunto de serviços e práticas que visam a promover a qualidade e a melhoria do meio ambiente, contribuir para a saúde pública e o bem-estar da população. Nos termos da Política Nacional de Saneamento Ambiental do Brasil, prevista no projeto de lei 1 144/2003,  é: 
| “ | O conjunto de ações socioeconômicas que têm, por objetivo, alcançar níveis crescentes de salubridade ambiental, por meio do abastecimento de água potável, coleta e disposição sanitária de resíduos sólidos, líquidos e gasosos, promoção de disciplina sanitária do uso e ocupação do solo, drenagem urbana e controle de vetores e reservatórios de doenças transmissíveis, com a finalidade de proteger e melhorar as condições de vida, tanto nos centros urbanos, quanto nas comunidades rurais e propriedades rurais mais carentes. | ” |

Portanto, o saneamento ambiental é um conceito mais amplo do que saneamento básico, incluindo: abastecimento de água; coleta, tratamento e disposição final de esgotos;  drenagem pluvial; coleta, tratamento e disposição final de resíduos sólidos e efluentes líquidos industriais; o controle ambiental do uso do solo, macrodrenagem, controle de vetores de doenças e de emissões atmosféricas. Enfim, o saneamento ambiental corresponderia ao conjunto de ações, serviços e obras destinados manter ou recuperar a salubridade ambiental, mediante a redução dos impactos antrópicos nos ecossistemas (terrestres, aquáticos, marinhos e atmosféricos).